# Niederviehbach
Niederviehbach ist eine Gemeinde im niederbayerischen Landkreis Dingolfing-Landau.

## Geografie

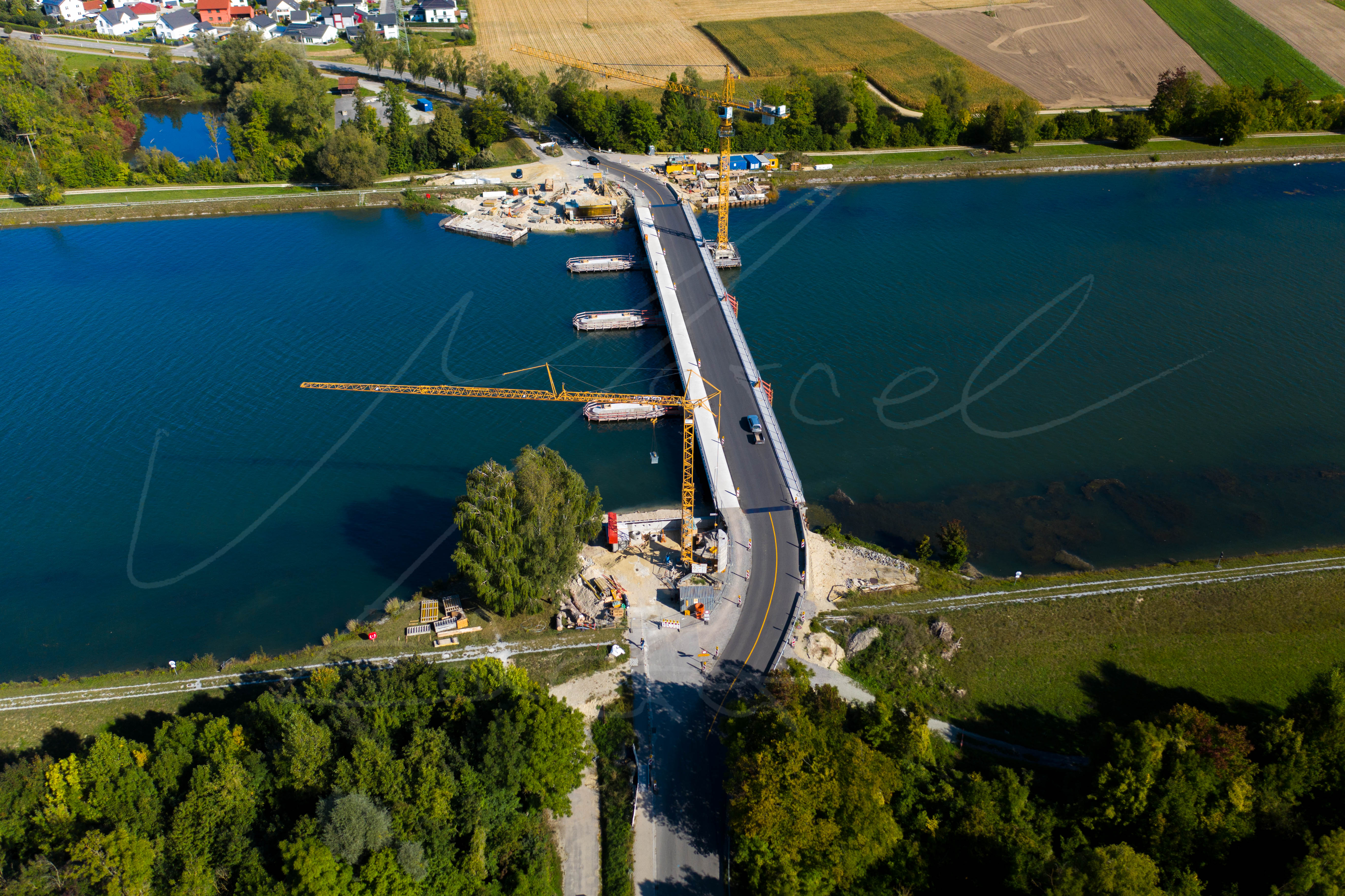
Ansicht von oben auf die neue Isarbrücke in Blickrichtung Lichtensee

### Lage
Niederviehbach liegt in der Region Landshut. Das Gebiet der Gemeinde Niederviehbach erstreckt sich im Wesentlichen auf das Viehbachtal mit einem Anteil im Isartal.

### Gemeindegliederung
Es gibt 24 Gemeindeteile:
- die Pfarrdörfer Niederviehbach und Oberviehbach
- das Kirchdorf Süßbach
- die Dörfer Hörglkofen, Lichtensee, Niederviehbacherau und Rothhaus
- der Weiler mit Kirche Eschlbach
- die Weiler Gummering, Hinterkreuth, Lichtenseermoos, Schlott, Walperstetten, Wimpersing und Winterstetten
- das Schloss Wocka
- die Einöden Birnthal, Geltenhof, Hattenkofen, Höll, Mühlen, Reith, Schreg und Vorderkreuth

### Gemarkungen
Es gibt die Gemarkungen Niederviehbach und Oberviehbach. Auf dem Gebiet der Gemarkung Oberviehbach liegen die Gemeindeteile Oberviehbach, Höll, Hörglkofen, Mühlen, Reith, Walperstetten, Wimpersing, Winterstetten.
Die übrigen Gemeindeteile liegen auf dem Gebiet der Gemarkung Niederviehbach.

## Geschichte

### Bis zum 19. Jahrhundert

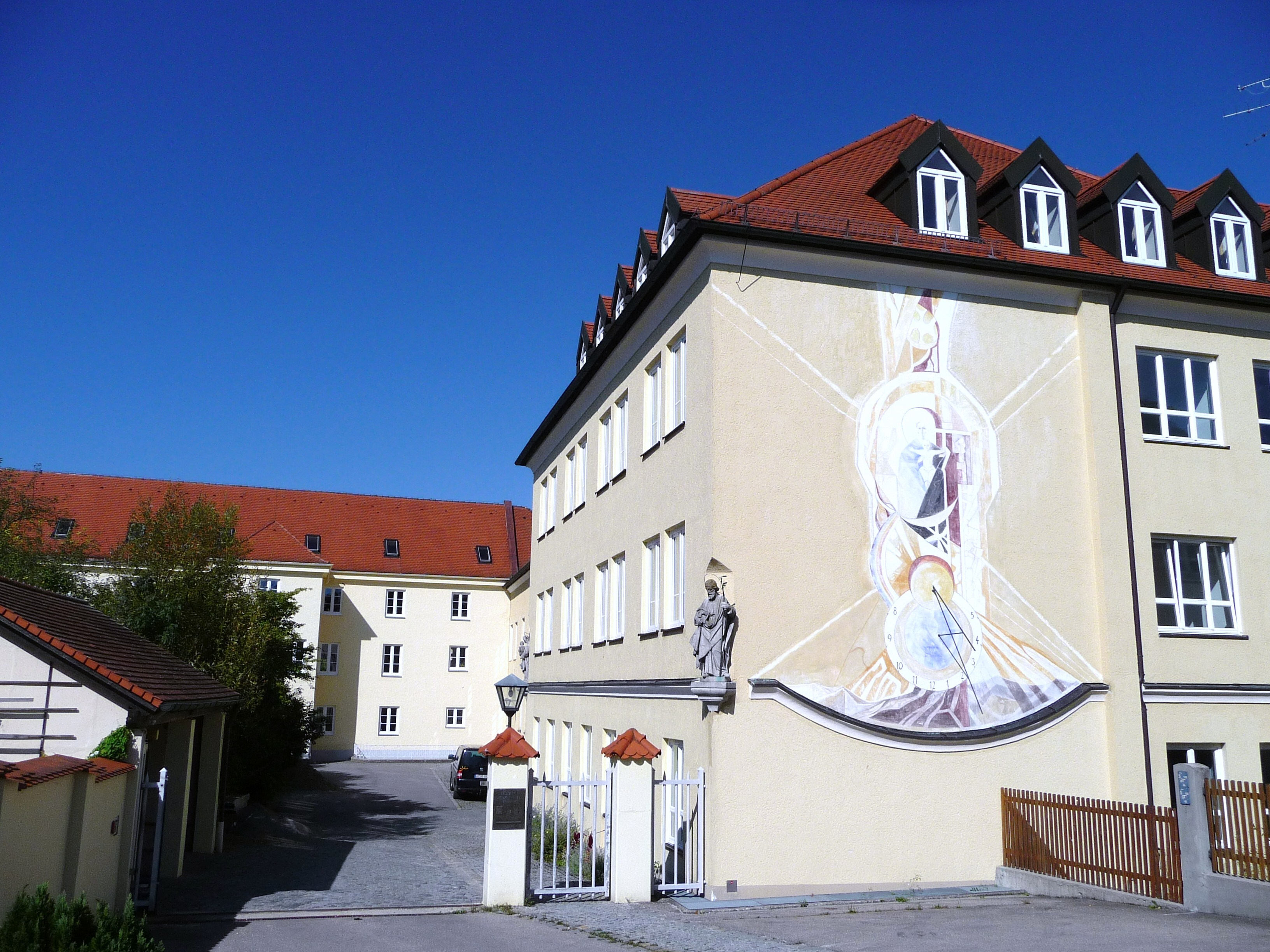
Kloster Niederviehbach, heute Realschule St. Maria

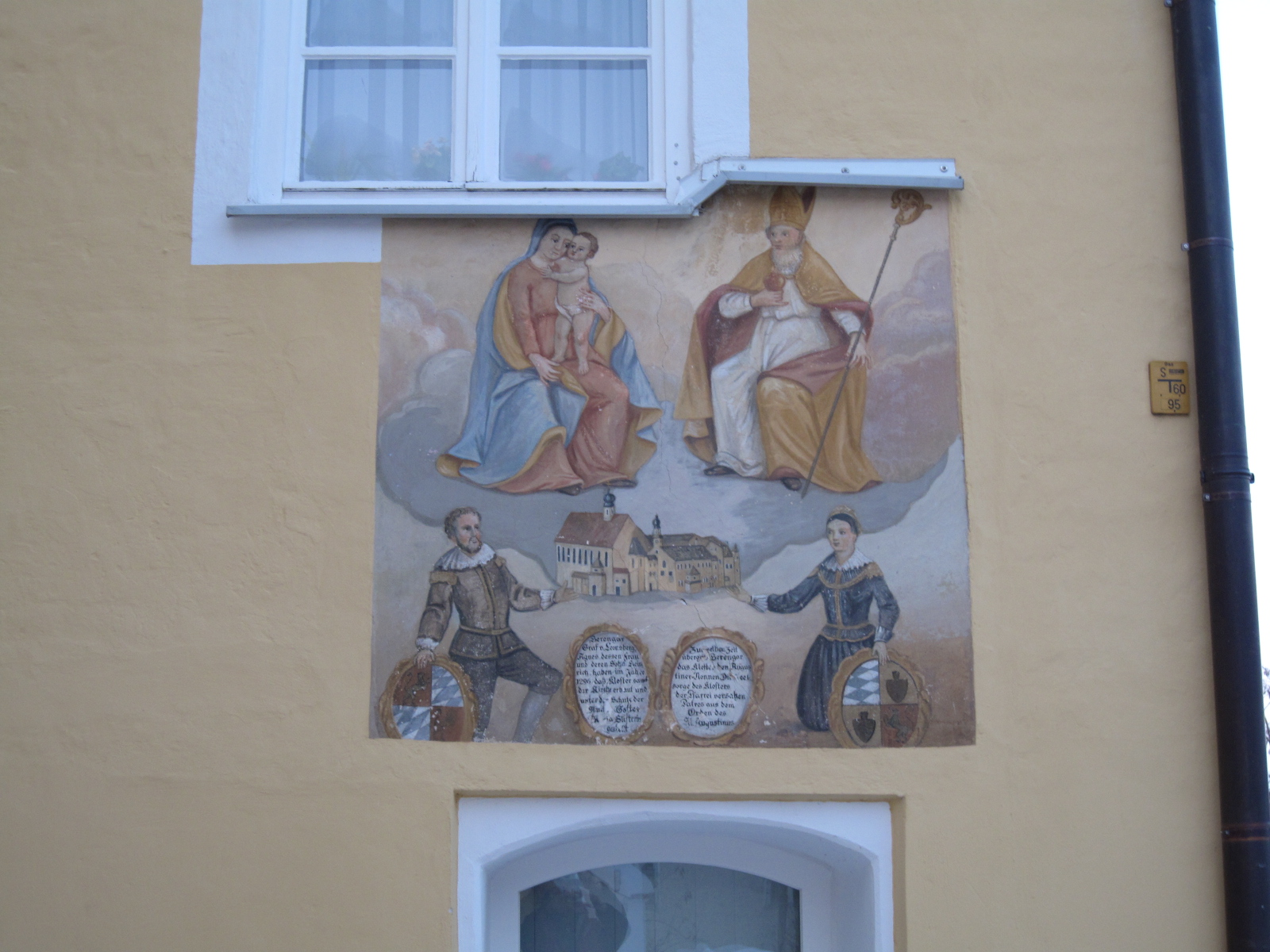
Wandermalerei zur Gründungsgeschichte des Klosters

Niederviehbach gehörte zum Kloster Niederviehbach. Der Ort war zwar Teil des Kurfürstentums Bayern, bildete aber eine geschlossene Hofmark, die 1803 mit dem Frauenkloster aufgehoben wurde. Im Zuge der Verwaltungsreformen in Bayern entstand mit dem Gemeindeedikt von 1818 die heutige Gemeinde. 1847 übernahmen Dominikanerinnen die Gebäude des alten Klosters und errichteten ein Mädchenpensionat, das heute als Realschule St. Maria genutzt wird.

### Eingemeindungen
Im Zuge der Gebietsreform in Bayern wurde am 1. April 1971 Oberviehbach in die Gemeinde Niederviehbach eingegliedert.

### Verwaltungsgemeinschaft
In den Jahren 1978 und 1979 bildete die Gemeinde Niederviehbach mit der östlichen Nachbargemeinde Loiching die Verwaltungsgemeinschaft Niederviehbach mit Sitz in Niederviehbach. Diese Verwaltungsgemeinschaft wurde auf Betreiben der Gemeinde Loiching zum Stichtag 1. Januar 1980 aufgelöst.

### Einwohnerentwicklung
Im Zeitraum 1988 bis 2018 wuchs die Gemeinde von 1998 auf 2611 um 613 Einwohner bzw. um 30,7 %.
- 1961: 1989 Einwohner
- 1970: 1940 Einwohner
- 1987: 1901 Einwohner
- 1991: 2012 Einwohner
- 1995: 2244 Einwohner
- 2000: 2375 Einwohner
- 2005: 2455 Einwohner
- 2010: 2499 Einwohner
- 2015: 2519 Einwohner

## Politik

### Gemeinderat
Die Gemeinderatswahl 2020 ergab folgende Sitzverteilung:
- CSU und ihre Freunde: 7 Sitze
- SPD und parteilose Bürger: 3 Sitze
- Parteilose Wählergemeinschaft Oberviehbach  (PWGO): 2 Sitze
- Viehbacher Bürger (VB): 2 Sitze

### Bürgermeister
Erster Bürgermeister ist Johannes Birkner (CSU), im Amt seit 21. März 2019. Sein Vorgänger seit 1. Mai 1990 war der am 6. Dezember 2018 verstorbene Josef Daffner (CSU).

### Wappen
| Wappen von Niederviehbach | Blasonierung: „In Grün ein auf silbernem Seitenvierberg emporsteigender silberner Löwe; hinten ein von der Mitte des oberen Schildrands ausgehender goldener Schrägwellenbalken.“ |
| Wappen von Niederviehbach | Wappenbegründung: Im Jahre 1296 gründete Graf Berengar von Leonsberg in Niederviehbach ein Augustinerinnenkloster und übereignete ihm den Großteil seines dortigen Besitzes. In der ersten Hälfte des 14. Jahrhunderts erwarb das Kloster von den Herren von Eschlbach (Gem. Niederviehbach) weiteren Besitz. Bis zur Säkularisation war die Klosterhofmark Niederviehbach mit Eschlbach der zuständige Niedergerichtsbezirk für das Gebiet der heutigen Gemeinde. Zur Symbolisierung der Ortsgeschichte eignen sich deshalb vor allem Sinnbilder aus dem Wappen der Grafen von Leonberg (Löwe auf Vierberg) und der Herren von Eschlbach (Wellen-Schräg-Balken). Durch letztere Figur wird gleichzeitig das Ortsnamengrundwort „-bach“ dargestellt. |

## Baudenkmäler

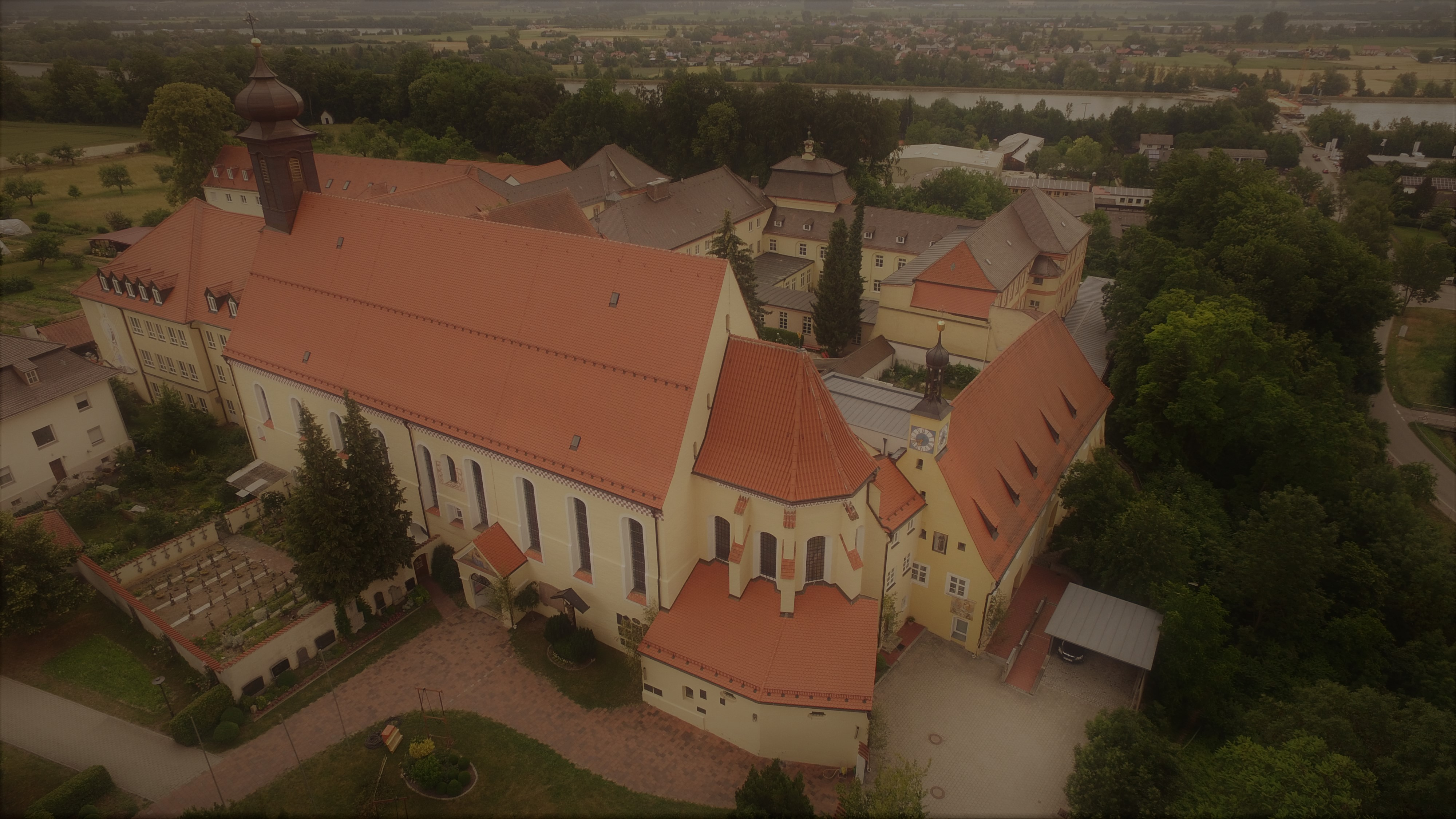
Die ehemalige Kloster- und jetzige Pfarrkirche St. Maria aus der Luft

Die ehemalige Klosterkirche und jetzige Pfarrkirche St. Maria hat die Weihedaten 1355 und 1388. In den Jahren von 1670 bis 1690 wurde sie unter anderem durch Reparaturen am Langhaus und den Ausbau der Sakristei stark verändert. Das 38 Meter lange Kirchenschiff ist in die Laienkirche im Osten und die Schwesternkirche im Westen zweigeteilt. Von der Inneneinrichtung sind mehrere Heiligenfiguren und eine Stein-Maria um 1400 auf den Altären von 1755 und 1680 bedeutsam, ebenso ein spätromanisches Kruzifix aus der zweiten Hälfte des 13. Jahrhunderts.
An die Kirche schließen der mittelalterliche barockisierte Ostflügel (heute Pfarrhof) mit der Hauskapelle von 1233 sowie die 1731 bis 1733 von Johann Michael Fischer errichteten Klostergebäude an, ein Langtrakt mit drei Südflügeln. Im Jahre 1785 erhöhte man den Ostflügel um ein Geschoss.

## Bodendenkmäler
- Turmhügel Wocka

## Wirtschaft und Infrastruktur

### Wirtschaft einschließlich Land- und Forstwirtschaft
Es gab 2020 nach der amtlichen Statistik im Bereich der Land- und Forstwirtschaft keine, im produzierenden Gewerbe keine und im Bereich Handel und Verkehr 388 sozialversicherungspflichtig Beschäftigte am Arbeitsort. In sonstigen Wirtschaftsbereichen waren am Arbeitsort 181 Personen sozialversicherungspflichtig beschäftigt. Sozialversicherungspflichtig Beschäftigte am Wohnort gab es insgesamt 1266. Im verarbeitenden Gewerbe gab es keine, im Bauhauptgewerbe drei Betriebe. Zudem bestanden im Jahr 2016 43 landwirtschaftliche Betriebe mit einer landwirtschaftlich genutzten Fläche von 1625 ha, davon waren 1464 ha Ackerfläche.
Im Ortsteil Gummering liegt das gleichnamige Isarkraftwerk.

### Bildung
Die Gemeinde ist mit den Bildungseinrichtungen Kindergarten (St. Georg), Hauptschule und der Klosterrealschule St. Maria gut ausgestattet. Die Hauptschule wird zusammen mit der Gemeinde Loiching als Hauptschulverband geführt. Die Grundschule steht in der Nachbargemeinde Loiching und wird als Schulverband von den Gemeinden Loiching und Niederviehbach getragen.
Im Jahr 2021 gab es folgende Einrichtungen:
- ein Kindergarten: 104 Kindergartenplätze mit 81 Kindern
- eine Volksschule: mit acht Lehrern und 99 Schülern in fünf Klassen
- Realschule St. Maria des Klosters der Dominikanerinnen Niederviehbach mit 36 Lehrern und 573 Schülern in 21 Klassen

### Infrastruktur
Das Kreisstraßenverbindungskreuz DGF 1 in Ost-West-Richtung und die DGF 4 in Nord-Süd-Richtung mitten durch Niederviehbach gewährleisten einen reibungslosen und sicheren Verkehrsfluss. Mit dem Anschluss an die A92 Wörth/Isar in 4 km Entfernung ist ein kurzer Anschlussweg zu einem überregionalen Verkehrsträger gewährleistet.

## Persönlichkeiten
- Maria Renata Singer von Mossau (1679–1749), war ein deutsches Opfer der Hexenverfolgung und Nonne sowie Superiorin des Klosters Unterzell bei Würzburg. Sie gilt als das letzte fränkische Opfer der Hexenverfolgung.
- Andreas Niedermayer (1835–1872), katholischer Priester, Historiker und namhafter Schriftsteller
- Emmeram Gilg (1887–1973), Benediktiner, Abt des Klosters Weltenburg 1923–1968
- Hubertus von Kerssenbrock (* 1932), Orgelbauer